# 1567年
| 千纪： | 2千纪 |
| 世纪： | 15世纪 \| 16世纪 \| 17世纪                                                                                 |
| 年代： | 1530年代 \| 1540年代 \| 1550年代 \| 1560年代 \| 1570年代 \| 1580年代 \| 1590年代                           |
| 年份： | 1562年 \| 1563年 \| 1564年 \| 1565年 \| 1566年 \| 1567年 \| 1568年 \| 1569年 \| 1570年 \| 1571年 \| 1572年 |
| 纪年： | 丁卯年（兔年）；明隆庆元年；越南莫朝淳福三年，后黎朝正治十年；日本永祿十年                                 |

## 大事记
- 8月——稻葉山城之戰，織田信長策反西美濃三人眾，攻陷稻葉山城。
- 9月25日——里見氏的里見義弘和後北條氏的北條氏政之間在上總國君津郡三船台展開三船山之戰，里見氏取得勝利，此後里見氏在上總國的支配上佔有優勢，並開始向下總國發展。
- 9月29日——胡格諾派教徒勸說孔代和科利尼發動政變，這些新教徒計畫劫持國王查理九世、逮捕洛林的樞機，結果遭到鎮壓，胡格諾派和查理九世爆发第二次法國宗教战争。
- 11月10日——孔代與蒙莫朗西公爵爆發聖但尼戰役（英语：Battle of Saint-Denis (1567)），雙方戰成平手，但蒙莫朗西公爵死於此役，胡格諾派轉而圍攻夏特爾。
- 上野國厩橋城城主北條高廣叛離上杉謙信，投靠北條氏康。
- 隆庆开关，明朝開放福建漳州的海澄港，華商可前往外國進行貿易。
- 教宗庇護五世全面廢止售賣贖罪券。
- 西班牙國王腓力二世任命阿爾瓦公爵為尼德蘭總督。嚴厲鎮壓尼德蘭人民的反抗活動，處死約8000人。
- 堀江景忠借助一向一揆背叛朝倉義景，朝倉義景命令魚住景固及山崎吉家攻擊堀江家，最後雙方和解，堀江景忠逃往能登國。
- 東大寺在三好三人眾與松永久秀的戰鬥當中焚毀，僅存二月堂和法華堂、南大門和轉害門、正倉院和鐘樓等建築物。

## 出生
- 日本·戰國時期
  - 9月5日——伊达政宗，日本戰國大名，武将，别名“奥州的独眼龙”。
  - 8月18日——立花宗茂，日本戰國大名，武将，有“西国无双”的威名。
  - 2月2日——真田幸村，日本戰國时期武将，末代三英雄之一，也有着“日本第一兵”之稱。
  - 1月18日——小早川秀包，日本戰國时期武将，擁有才能極似毛利元就的美名。
- 歐洲
  - 克勞迪奧·蒙泰韋爾迪，義大利作曲家。（1643年逝世）

## 逝世
- 1月23日——朱厚熜，明世宗嘉靖皇帝。
- 5月29日——嚴嵩，明朝内阁首輔。
- 8月2日——李峘，朝鮮王朝的第13代君主，廟號朝鮮明宗。
- 10月19日——武田義信，日本戰國時代甲斐武田家一族武將，武田信玄的嫡長子，1565年因為企圖暗殺武田信玄而被廢嫡。
- 11月12日——蒙莫朗西公爵，法国军人和政治家，弗朗索瓦一世、亨利二世和查理九世三朝身經百戰的重臣。